# Selección de hockey sobre hierba de la Unión Soviética

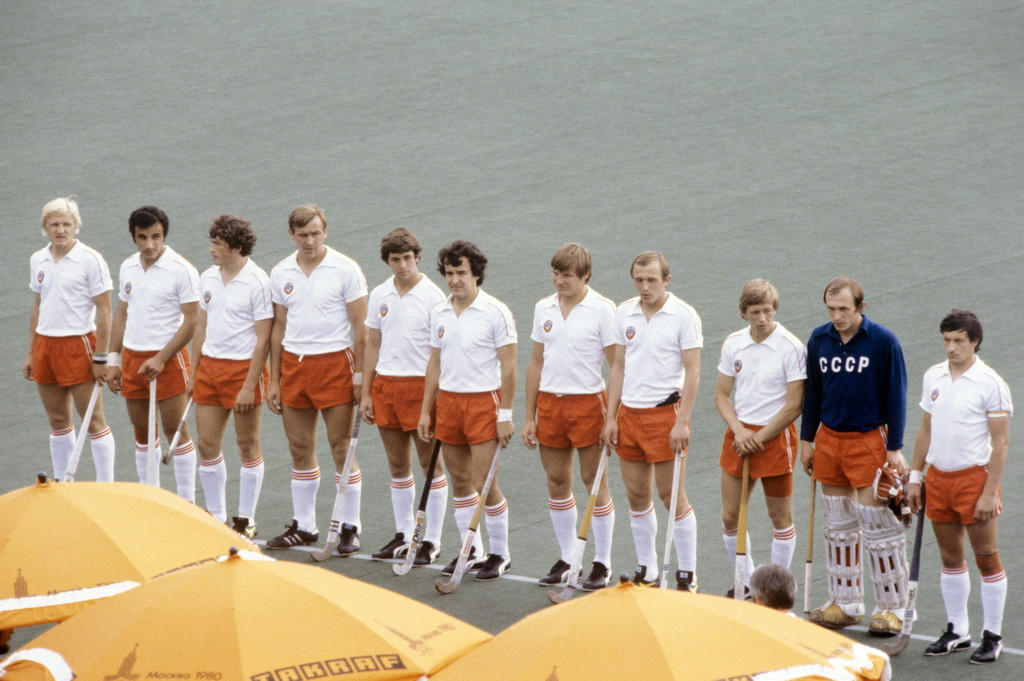
Equipo de hockey de la URSS sobre césped en los Juegos Olímpicos de 1980.

La selección de hockey sobre hierba de la Unión Soviéticla Unión Soviética en el hockey sobre hierba internacional masculino. El equipo estaba controlado por la Federación de bandy y hockey sobre césped de la Unión Soviética.
Fue uno de los equipos nacionales dominantes durante el período de 1980 a 1990 de Europa. Ganó la medalla de bronce como anfitrión de los Juegos Olímpicos de 1980 y alcanzó las semifinales de la Copa Mundial en 1986, donde terminó cuarto.

## Participaciones

### Juegos Olímpicos
- 1980 –
- 1988 – 7°

### Copa Mundial
- 1982 – 6°
- 1986 – 4°
- 1990 – 6°

### Campeonato Europeo
- 1970 – 14°
- 1978 – 9°
- 1983 –
- 1987 – 4°
- 1991 – 4°

### Juegos de la Amistad
- 1984 –

### Champions Trophy
- 1982 – 6°
- 1987 – 8°
- 1988 – 4°
- 1990 – 5°
- 1991 – 6°

### Copa Sultan Azlan Shah
- 1991 –

## Jugadores

### Equipo de los Juegos Olímpicos de 1980
- Vladimir Pleshakov
- Viacheslav Lampeev
- Leonid Pavlovski
- Sos Hayrapetyan
- Farit Zigangirov
- Valeri Belyakov
- Sergei Klevtsov
- Oleg Zagorodnev
- Aleksandr Gusev
- Sergei Pleshakov
- Mikhail Nichepurenko
- Minneula Azizov
- Aleksandr Sychyov
- Aleksandr Miasnikov
- Viktor Deputatov
- Aleksandr Goncharov